# 240.
◄ | 2. stoljeće | 3. stoljeće | 4. stoljeće | ►
◄ | 210-ih | 220-ih | 230-ih | 240-ih | 250-ih | 260-ih | 270-ih | ►
◄◄ | ◄ | 237. | 238. | 239. | 240. | 241. | 242. | 243. | ► | ►►
Astronomija • Književnost • Kršćanstvo

## Smrti
- Sabinijan, vođa pobune protiv rimskog cara Gordijana III. u provinciji Africi

## Vanjske poveznice
|  | Zajednički poslužitelj ima još gradiva o temi 240. |